# 東山霊山城
東山霊山城（ひがしやまりょうぜんじょう）、あるいは霊山城（りょうぜんじょう）は、京都府京都市東山区清閑寺霊山町（当時は山城国愛宕郡）の霊山（標高176m）にあった戦国時代の日本の城（山城）。
室町幕府の13代将軍・足利義輝によって築城された。東山霊山城の存在する霊山は、東山三十六峰の一つであり、周辺には京都霊山護国神社や高台寺、清水寺等が位置している。霊山の中腹には正法寺が存在している。

## 歴史
16世紀には、東山に将軍などの公権力が中尾城や将軍山城のように山城を築くことが多くなり、霊山城もその系譜に属している。霊山城の縄張図は「洛中洛外の城館と集落―城郭研究と首都論―」に掲載されている。
天文17年（1548年）、細川晴元に叛いた三好長慶は、翌天文18年（1549年）に江口の戦いの勝利によって入京を果たし、晴元、将軍・義輝とその父・ 足利義晴らは近江坂本へ退却した。
そこで、義晴・義輝父子は京都奪回を期し、天文19年（1550年）に中尾城、将軍山城を築城・増築した（義晴は5月に死去）。
しかし同年11月、京都に入った三好長慶以下4万の軍勢を前に、義輝方は一戦も交えずに坂本へ撤退し、これらの城は自焼没落あるいは三好方の城割りによって破却された。
その後、義輝方と三好氏の争いが続いたが、天文21年1月に義輝と長慶の間で和睦が成立し、10月27日に霊山城の築城が開始されることとなる。これは、義輝と長慶は手を結んでいたものの、京都奪還を狙う細川晴元らの脅威が存在していたためである。

### 清水坂の戦い
まさに築城開始から1ヶ月後の11月27日、晴元が西岡に現れ周辺を放火し、嵯峨に着陣した。その際に、三好方の小泉秀清及び中路修理らは不安を感じたのか西院小泉城を自焼して霊山城に合流した。翌28日に霊山城に向けて晴元は進撃した。『言継卿記』天文二十一年十一月廿八日条に

「牢人衆西邉方々放火、辰刻計靈山へ取懸、五篠坂悉放火、建仁寺之大龍十如二塔頭悉炎上了、乗拂無之、清水之坂にて軍有之、但討死無之、手負左右方六七人宛有之、云々、午時引之」

とあるように、晴元は五条坂を焼き払い、建仁寺も炎上したが、清水坂における合戦に勝利できず、晴元方は東山霊山城を攻撃することは出来ずに撤退した。

### 落城
その後も築城は継続されたが、天文22年（1553年）3月8日、義輝と長慶は再び敵対することとなり、義輝は霊山城に入った。
8月1日、三好勢の攻撃によって落城し、城は火に包まれた（東山霊山城の戦い）。そして、城は廃城となった。
霊山城陥落によって、義輝は5年間にもわたって朽木に幽居した。

## 遺構
霊山の山頂を中心に東、西、南の三方向に曲輪が展開し、東側に二箇所、南側に一箇所堀切が確認できる。東側の京都一周トレイルから城址に入ることが可能である。正法寺、高台寺、興正寺、清水寺などの周辺寺院の影響によって遺構の少なくない部分が破壊されたと考えられている。なお、西側の曲輪に「春畝伊藤公遺詩碑」（「春畝伊藤公」とは伊藤博文のこと）という石碑がある。

## 城跡へのアクセス
- 電車でのアクセス
  - 清水五条駅（京阪本線）